# Irwin Glacier
Irwin Glacier är en glaciär i Antarktis. Den ligger i Östantarktis. Nya Zeeland gör anspråk på området. Irwin Glacier ligger 852 meter över havet.
Terrängen runt Irwin Glacier är bergig västerut, men österut är den kuperad. Terrängen runt Irwin Glacier sluttar österut. Trakten är obefolkad. Det finns inga samhällen i närheten. 